# تشارلي هيكس
تشارلي هيكس (بالإنجليزية: Charlie Hicks)‏ هو صحفي ودي جيه أمريكي، ولد في 4 يناير 1939، وتوفي في 12 مايو 2015.